# Den morronen
Den morronen er Joakim Thåströms ottende soloalbum, udgivet den 11. februar 2015 af Razzia/Sony.
Albummet blev udgivet på CD og på vinyl og nåede nr. 1 på den svenske albumhitliste. 

## Trackliste
1. "Gräsfläckar" (3.50)
2. "Den morronen" (4.37)
3. "Ner mot terminalen" (4.53)
4. "Kom med mig" (4.27)
5. "Alltid va på väg" (4.41)
6. "Slickar i mig det sista" (4.23)
7. "Gärna gjort det" (4.20)
8. "Långsamt genom" (4.04)
9. "Psalm" (3.38)

Alle tekster og musik er skrevet af Joakim Thåström.

## Medvirkende musikere
- Joakim Thåström - Sang, synth, skrot m.m.
- Ulf Ivarsson - El-bas, synth, programmering, kor m.m.
- Niklas Hellberg - Piano
- Pelle Ossler - Guitar, ko
- Anders Hernestam - Trommer

## Modtagelse
Albummet modtog ved udgivelsen generelt posivite anmeldelser i Sverige. Det svenske internetsite kritiker.se scorede albummet til 4,0 ud af 5 baseret på 29 svenske anmeldelser, der spændte fra topkarakterer i bl.a. Aftonbladet I Danmark gav Gaffa fire ud af seks stjerner